# 메시에 9
M9(NGC 6333)는 뱀주인자리에 있는 구상 성단이다. 1764년 샤를 메시에가 발견하였다.
M9는 우리 은하 중심부에서 약 5,500 광년 떨어진 곳에 위치한 구상 성단으로 지구에서 약 25,800 광년 떨어져 있다. 절대 등급은 -8.04 등급으로 성단의 전체 밝기는 태양보다 120,000 배나 밝다. M9에 있는 가장 밝은 별의 겉보기 밝기는 13.5 등급으로 중간 정도 크기 망원경으로 볼 수 있다. 이 성단 내에서 변광성 13여 개가 발견되었다.

## 인근의 천체
M9 근처 천체로는 동북쪽으로 80' 지점에 조금 더 어두운 NGC 6356이, 남동쪽 80' 지점에는 구상 성단 NGC 6342가 있다.

## 사진첩

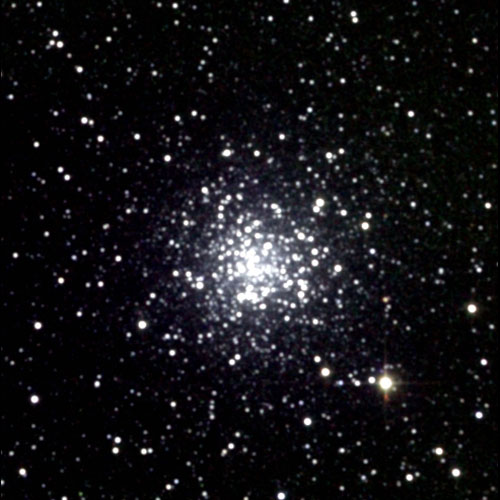
메시에 9. 2MASS로 촬영.

## 같이 보기
- 메시에 천체 목록